# Richard Grammel
Richard Grammel (Baiersbronn, 3 de março de 1889 — Stuttgart, 26 de junho de 1964) foi um matemático e engenheiro alemão.
Iniciou o estudo de matemática em Stuttgart, em 1908, continuando os estudos em Munique e Tübingen, completando o curso em 1911, doutorando-se em 1913. Em 1915 habilitou-se para a disciplina de mecânica em Danzig, e em 1917 para matemática pura e aplicada, agora em Halle. Em 1920 tornou-se professor de matemática e termodinâmica em Stuttgart, onde editou o periódico Ingenieur-Archiv.
Foi eleito membro da Academia Leopoldina em 1920. Recebeu a Medalha Timoshenko de 1960, juntamente com Cornelius Biezeno.

## Obras
- Die hydrodynamischen Grundlagen des Fluges, Vieweg, Braunschweig 1917
- Der Kreisel: Seine Theorie und seine Anwendungen , 2 Volumes, 2. Edição, Springer Verlag 1950 (primeiro Vieweg 1920)
- com Cornelius Biezeno Technische Dynamik, Springer Verlag 1939, 2. Edição em dois volumes 1953
- com Biezeno Engineering Dynamics, 4 Volumes, Glasgow: Blackie, 1955, 1956
- Editor Grundlagen der Mechanik, Handbuch der Physik, Volume 5, Springer Verlag 1927 e Mechanik der Elastischen Körper, Handbuch der Physik, Volume 6, 1928, Mechanik der flüssigen und gasförmigen Körper, Handbuch der Physik, Volume 7, 1926–1929
- Die mechanischen Beweise der Bewegung der Erde, Springer Verlag 1922
- Über einige dynamische Probleme bei Kolbenmotoren, Schriften der Deutschen Akademie der Luftfahrtforschung, Heft 5, Oldenbourg 1939
- Die Trägheitswirkungen in der Luftschraube des kurvenden Flugzeugs, Schriften der Deutschen Akademie der Luftfahrtforschung, Heft 36, Oldenbourg 1941
- Editor Verformung und Fließen eines Festkörpers, Kolloquium Madrid 26. bis 30. September 1955, Internationale Union für Theoretische und Angewandte Mechanik, Springer Verlag 1956